# يان غوردون (عداء سريع)
يان غوردون هو عداء سريع كندي، ولد في 2 أبريل 1950 في فانكوفر في كندا.

## وصلات خارجية
- يان غوردون على موقع أوليمبيديا (الإنجليزية)
- يان غوردون على موقع اللجنة الأولمبية الكندية (الإنجليزية)